# Baka to Test to Shōkanjū
Baka to test to shōkanjū (バカとテストと召喚獣, Baka to tesuto to shōkanjū, litt. « Les Idiots, les Tests et les Bêtes invoquées ») est une série de light novel écrite par Kenji Inoue (ja) et illustrée par Yui Haga (ja). La série comporte un total de dix-huit tomes publiés entre le 29 janvier 2007 et le 30 mars 2015 par Enterbrain sous sa marque de publication Famitsu Bunko.
Trois adaptations en manga sont publiées par Kadokawa Shoten et Enterbrain. Entre 2010 et 2011, les romans sont adaptés par le studio d'animation Silver Link en deux séries télévisées d'animation de 13 épisodes et deux épisodes OAV. Un jeu vidéo PlayStation Portable est aussi sorti en décembre 2012.

## Synopsis
Le lycée Fumizuki a un système d'éducation très spécial : les élèves sont répartis en six classes différentes selon leurs résultats. La classe A réunit les meilleurs élèves de l'école et leurs équipements sont dignes des plus grandes écoles. Ils ont des salles d'études luxueuses et des équipements derniers cri. À l'inverse, la classe F rassemble les cas sociaux désespérés. Les cancres de la classe F ont une salle de classe délabrée, où les vitres sont cassées, où les chaises sont de vieux coussins sans rembourrage, etc.
L'autre particularité de ce système est la possibilité pour les élèves de se battre par l'intermédiaire de créatures invoquées dont la force dépend des résultats scolaires de l'élève. Ainsi ont lieu de véritables guerres entre les classes. Si une classe de rang inférieur gagne face à une classe de rang supérieur, la classe inférieure peut récupérer le matériel de la classe supérieure vaincue.
On suit les péripéties de Akihisa Yoshii de la classe F ainsi que les tentatives de celle-ci de battre la classe A.

## Personnages
Akihisa Yoshii (吉井 明久, Yoshii Akihisa)
Voix japonaise : Hiro Shimono
C'est le personnage principal du manga. Il fait partie de la classe F et est le plus nul de celle-ci, on le surnomme le « Contrôleur des Punition » (観察処分者, Kansatsu shobun-sha) et le « Baka » (バカ, litt. « idiot »).
Yūji Sakamoto (坂本 雄二, Sakamoto Yūji)
Voix japonaise : Tatsuhisa Suzuki
Meilleur ami d'Akihisa (malgré tous les coups bas qu'ils se font), c'est le délégué de la classe F. Grand stratège, c'est grâce à lui que la classe F parvient à battre les classes de rang supérieur. Enfant prodige par le passé, sa fainéantise fait que ses résultats sont le plus souvent catastrophiques. Son but est de prouver que les résultats scolaires ne font pas tout.
Minami Shimada (島田 美波, Shimada Minami)
Voix japonaise : Kaori Mizuhashi
Membre de la classe F, elle est amoureuse d'Akihisa. Elle a un caractère amical, mais n'a pas sa langue dans sa poche et se montre souvent incroyablement brutale avec Akihisa. Elle adore par exemple lui briser la colonne vertébrale et lui déboîter les genoux. Elle est très intelligente, mais étant Allemande elle ne comprend pas bien le Japonais écrit ce qui la pénalise grandement, les maths étant la seule matière où elle obtient de bons résultats.
Mizuki Himeji (姫路 瑞希, Himeji Mizuki)
Voix japonaise : Hitomi Harada
Point fort de la classe F, elle s'y retrouve à la suite d'un malaise lors des examens de placement. Elle est également amoureuse d'Akihisa. Son niveau rivalise avec celui des meilleurs élèves de classe A. Elle est douée dans toutes les matières, mais est une piètre cuisinière (sa cuisine est considérée par les autres personnages comme un poison mortel. On apprend par la suite qu'elle utilise de l'acide sulfurique ou encore du nitrate de potassium pour « améliorer » le goût des aliments).
Kōta Tsuchiya (土屋 康太, Tsuchiya Kōta)
Voix japonaise : Kōki Miyata
Membre du groupe de héros, « Mutsurini » (ムッツリーニ, Muttsuriini) est le pervers du groupe,. Il a des scores records en sport. Passionné de photographies… particulières, il souffre d'hémorragies nasales fréquentes (dans certaines circonstances). Il a organisé un véritable trafic de photos diverses… Akihisa est son meilleur client (et un de ses modèles favoris).
Hideyoshi Kinoshita (木下 秀吉, Kinoshita Hideyoshi)
Voix japonaise : Emiri Katō
C'est un garçon, il a une sœur jumelle qui lui ressemble beaucoup (Yūko Kinoshita de la classe A). Sa ressemblance frappante avec une fille est l'objet de moqueries récurrentes de la part de tous (malgré ses efforts pour affirmer qu'il est bel et bien un garçon). Il a des talents pour le théâtre.
Shōko Kirishima (霧島 翔子, Kirishima Shōko)
Voix japonaise : 
C'est une fille de la classe A, elle est l'amie d'enfance de Yūji, dont elle est aussi amoureuse et avec qui elle rêve de se marier. Elle utilise souvent un taser pour contraindre Yūji à la suivre et passe son temps à lui mettre les doigts dans les yeux quand il regarde trop les autres filles. Son arme représentative est une batte de baseball pleine de clous.

## Light novel
La série de light novel est écrite par Kenji Inoue (ja) avec des illustrations de Yui Haga (ja). Enterbrain a édité les 18 volumes entre le 29 janvier 2007 et le 30 mars 2015 sous sa marque de publication Famitsu Bunko; 12 comprennent l'histoire principale, tandis que les six autres sont des recueils d'histoires secondaires.

### Liste des volumes
| no | Japonais          | Japonais                                                                 |
| no | Date de sortie    | ISBN                                                                     |
| --- | ----------------- | ------------------------------------------------------------------------ |
| 1 | 29 janvier 2007   | 978-4-7577-3329-9                                                        |
| Couverture : Mizuki |                   |                                                                          |
| 2 | 28 avril 2007     | 978-4-7577-3505-7                                                        |
| Couverture : Minami |                   |                                                                          |
| 3 | 30 août 2007      | 978-4-7577-3682-5                                                        |
| Couverture : Shōko |                   |                                                                          |
| 3.5 | 30 janvier 2008   | 978-4-7577-3979-6                                                        |
| Couverture : Hideyoshi |                   |                                                                          |
| 4 | 30 mai 2008       | 978-4-7577-4236-9                                                        |
| Couverture : Miharu |                   |                                                                          |
| 5 | 29 novembre 2008  | 978-4-7577-4518-6                                                        |
| Couverture : Akira |                   |                                                                          |
| 6 | 30 avril 2009     | 978-4-7577-4827-9                                                        |
| Couverture : Aiko |                   |                                                                          |
| 6.5 | 29 août 2009      | 978-4-7577-5040-1                                                        |
| Couverture : Yūko |                   |                                                                          |
| 7 | 26 décembre 2009  | 978-4-0472-6195-2                                                        |
| Couverture : Mizuki |                   |                                                                          |
| 7.5 | 27 février 2010   | 978-4-0472-6313-0                                                        |
| Couverture : Akihisa |                   |                                                                          |
| 8 | 30 août 2010      | 978-4-0472-6727-5                                                        |
| Couverture : Minami et Hazuki |                   |                                                                          |
| 9 | 29 janvier 2011   | 978-4-0472-7031-2                                                        |
| Couverture : Shōko |                   |                                                                          |
| 9.5 | 30 juin 2011      | 978-4-0472-7332-0                                                        |
| Couverture : Hideyoshi |                   |                                                                          |
| 10 | 5 janvier 2012    | 978-4-0472-7647-5                                                        |
| Couverture : Yūko et Aiko |                   |                                                                          |
| 10.5 | 29 septembre 2012 | 978-4-0472-8351-0                                                        |
| Couverture : Miharu et Miki |                   |                                                                          |
| 11 | 30 mars 2013,     | 978-4-0472-8752-5 (édition stantard) 978-4-0472-8753-2 (édition limitée) |
| Couverture : Mizuki, Minami et Shōko EXTRA : Au Japon, l'édition limitée du ce volume comporte un drama CD.                                                                      |                   |                                                                          |
| 12 | 30 novembre 2013  | 978-4-0472-9293-2                                                        |
| Couverture : Akihisa, Yūji, Hideyoshi et Mutsurini |                   |                                                                          |
| 12.5 | 30 mars 2015,     | 978-4-0473-0298-3 (édition stantard) 978-4-0473-0297-6 (édition limitée) |
| Couverture : Akihisa, Mizuki et Minami EXTRA : Au Japon, l'édition limitée du ce volume comporte un drama CD. La couverture montre également Mizuki et Minami en robe de mariée. |                   |                                                                          |

## Manga
Une première adaptation en manga est prépubliée entre les numéros de juin 2009 et septembre 2016 du magazine Monthly Shōnen Ace, respectivement parus le 25 avril 2009 et le 26 juillet 2016,. Les dessins principaux sont réalisés par Mattakumo-suke et tandis que le titre et les arrière-plans sont de Yumeuta. Contrairement à d'autres adaptations, l'histoire suit celle des romans d'origine. Édité par Kadokawa Shoten, le premier volume tankōbon est sorti le 26 décembre 2009; la série compte au total quinze tomes.
Une deuxième série de manga, dessinée par namo, est publiée entre le 30 octobre 2009 et le 22 juin 2012 par le service de manga en ligne Famitsu Comic Clear (ja) hébergé sur le site de Famitsu,. Intitulée Baka to test to shōkanjū Spinout! Sore ga bokura no nichijō. (バカとテストと召喚獣 SPINOUT! それが僕らの日常。), il s'agit d'une œuvre décrivant la vie quotidienne au lycée Fumizuki qui alterne un format de manga ordinaire et yonkoma dans la progression de l'histoire. Au total, six volumes tankōbon sont édités par Enterbrain entre mai 2010 et août 2012,.
Un autre manga au format yonkoma, intitulé Baka to test to shōkanjū ja (バカとテストと召喚獣ぢゃ), est également prépublié entre les numéros de février 2010 et de janvier 2014 du Monthly Shōnen Ace, respectivement sortis le 26 décembre 2009 et le 26 novembre 2013,. Il est aussi lancée dans le premier numéro du 4-Koma Nano Ace (en) en mars 2011,. Dessiné par KOIZUMI, le contenu de ce spin-off reprend essentiellement l'histoire d'origine mais ne la suit pas et le personnage central est Kinoshita Hideyoshi. Kadokawa Shoten a sorti les quatre volumes tankōbon entre août 2010 et janvier 2014,.

### Liste des volumes

#### Baka to test to shōkanjū
| no | Japonais         | Japonais          |
| no | Date de sortie   | ISBN              |
| -- | ---------------- | ----------------- |
| 1  | 26 décembre 2009 | 978-4-0471-5358-5 |
| 2  | 26 février 2010  | 978-4-0471-5388-2 |
| 3  | 26 août 2010     | 978-4-0471-5498-8 |
| 4  | 26 janvier 2011  | 978-4-0471-5612-8 |
| 5  | 26 juin 2011     | 978-4-0471-5716-3 |
| 6  | 26 janvier 2012  | 978-4-0412-0090-2 |
| 7  | 26 juillet 2012  | 978-4-0412-0330-9 |
| 8  | 26 mars 2013     | 978-4-0412-0627-0 |
| 9  | 26 juin 2013     | 978-4-0412-0732-1 |
| 10 | 25 janvier 2014  | 978-4-0412-1009-3 |
| 11 | 26 juillet 2014  | 978-4-0410-1584-1 |
| 12 | 26 janvier 2015  | 978-4-0410-2280-1 |
| 13 | 26 juin 2015     | 978-4-0410-3130-8 |
| 14 | 26 mars 2016     | 978-4-0410-3131-5 |
| 15 | 26 novembre 2016 | 978-4-0410-4891-7 |

#### Baka to test to shōkanjū Spinout! Sore ga bokura no nichijō.
| no | Japonais          | Japonais          |
| no | Date de sortie    | ISBN              |
| -- | ----------------- | ----------------- |
| 1  | 15 mai 2010       | 978-4-0472-6513-4 |
| 2  | 27 septembre 2010 | 978-4-0472-6750-3 |
| 3  | 14 février 2011   | 978-4-0472-7052-7 |
| 4  | 15 juillet 2011   | 978-4-0472-7373-3 |
| 5  | 14 janvier 2012   | 978-4-0472-7767-0 |
| 6  | 10 août 2012      | 978-4-0472-8263-6 |

#### Baka to test to shōkanjū ja
| no | Japonais        | Japonais          |
| no | Date de sortie  | ISBN              |
| -- | --------------- | ----------------- |
| 1  | 26 août 2010    | 978-4-0471-5512-1 |
| 2  | 26 juin 2011    | 978-4-0471-5723-1 |
| 3  | 26 mars 2013    | 978-4-0412-0628-7 |
| 4  | 25 janvier 2014 | 978-4-0412-1010-9 |

## Anime
L'adaptation en anime a été annoncée en avril 2009. Elle est produite par le studio Silver Link avec une réalisation de Shin Ōnuma. Il a été diffusé pour la première fois sur TV Tokyo du 6 janvier au 31 mars 2010 et comporte 13 épisodes,, compilés en six coffret DVD/Blu-ray comportant des épisodes bonus entre avril et septembre 2010.
Une seconde saison a été annoncée officiellement en avril 2010 pour une diffusion en 2011,. Avant sa diffusion, deux OAV intitulés Baka to Test to Shoukanjuu: Matsuri ont été commercialisés en février et mars 2011,. La seconde saison a ensuite été diffusée entre le 8 juillet et le 30 septembre 2011 et comporte également treize épisodes. Les six coffrets DVD/Blu-ray incluent une adaptation du manga Sore ga bokura no nichijō dessiné par namo ainsi que plusieurs épisodes bonus,.
Les deux saisons de la série d'animation, ainsi que les OAV, étaient disponibles en France en VOD sur DoCoMo d animestore,.

### Liste des épisodes

#### Baka to test to shōkanjū
| No | Titre français                                                                   | Titre japonais                        | Titre japonais                                          | Date de 1re diffusion |
| No | Titre français                                                                   | Kanji                                 | Rōmaji                                                  | Date de 1re diffusion |
| -- | -------------------------------------------------------------------------------- | ------------------------------------- | ------------------------------------------------------- | --------------------- |
| 1  | Des idiots, des classes et une guerre d'invocation                               | バカとクラスと召喚戦争                | Baka to kurasu to shōkan sensō                          | 6 janvier 2010        |
| 2  | Des lys, des roses et EPS                                                        | ユリとバラと保健体育                  | Yuri to bara to hoken taiiku                            | 13 janvier 2010       |
| 3  | Des dépenses alimentaires, des rendez-vous galants et des tasers                 | 食費とデートとスタンガン              | Shokuhi to dēto to sutangan                             | 20 janvier 2010       |
| 4  | De l'Amour, de l'épice et des bentō                                              | 愛とスパイスとお弁当                  | Ai to supaisu to obentō                                 | 27 janvier 2010       |
| 5  | Une carte, des trésors et Striker Sigma V                                        | 地図と宝とストライカー・シグマV       | Chizu to takara to sutoraikā shiguma faibu              | 3 février 2010        |
| 6  | Moi, la piscine et le paradis de maillots de bain, et…                           | 僕とプールと水着の楽園――と、          | Boku to pūru to mizugi no rakuen――to,                   | 10 février 2010       |
| 7  | Moi, Shōko et Kisaragi Grand Park                                                | 俺と翔子と如月グランドパーク          | Ore to Shōko to Kisaragi Gurando Pāku                   | 17 février 2010       |
| 8  | La fuite, les labyrinthes et le projet d'instrumentalisation de la bête invoquée | 暴走と迷宮と召喚獣補完計画            | Bōsō to meikyū to shōkanjū hokan keikaku                | 24 février 2010       |
| 9  | Des baisers, des poitrines et des queues de cheval                               | キスとバストとポニーテール            | Kisu to basuto to poniitēru                             | 3 mars 2010           |
| 10 | Des examens blancs, des voleurs fantômes et des lettres d'amour                  | 模試と怪盗とラブレター                | Moshi to kaitō to rabu retā                             | 10 mars 2010          |
| 11 | Des rivaux, des lettres d'amour et l'opération éclair                            | 宿敵と恋文と電撃作戦                  | Shukuteki to koibumi to dengeki sakusen                 | 17 mars 2010          |
| 12 | Amour et courage et notre bataille est sur le point d'arriver ! (Temporairement) | 愛と勇気と俺達の戦いはこれからだ!(仮) | Ai to yūki to oretachi no tatakai wa korekarada! (Kari) | 24 mars 2010          |
| 13 | Les idiots, les tests et les bêtes invoquées                                     | バカとテストと召喚獣                  | Baka to tesuto to shōkanjū                              | 31 mars 2010          |

#### Baka to test to shōkanjū: Matsuri
| No | Titre français                                                          | Titre japonais                      | Titre japonais                                     | Date de 1re diffusion |
| No | Titre français                                                          | Kanji                               | Rōmaji                                             | Date de 1re diffusion |
| -- | ----------------------------------------------------------------------- | ----------------------------------- | -------------------------------------------------- | --------------------- |
| 1  | Jour 1 : « Moi, les maids et un nouveau voyage »                        | 1日目「僕とメイドと新たなる旅立ち」 | Ichinichime “Boku to meido to aratanaru tabidachi” | 23 février 2011       |
| 2  | Jour 2 : « Les idiots, les feux d'artifice et le tournoi d'invocation » | 2日目「バカと花火と召喚大会」       | Futsukame “Baka to hanabi to shōkan taikai”        | 30 mars 2011          |

#### Baka to test to shōkanjū: Ni!
| No | Titre français                                            | Titre japonais                | Titre japonais                         | Date de 1re diffusion |
| No | Titre français                                            | Kanji                         | Rōmaji                                 | Date de 1re diffusion |
| -- | --------------------------------------------------------- | ----------------------------- | -------------------------------------- | --------------------- |
| 1  | Moi, avec tout le monde, nageons ensemble !               | 僕とみんなと海水浴っ!         | Boku to minna to kaisuiyoku!           | 8 juillet 2011        |
| 2  | Moi, un yukata, et les festivités !                       | 僕と浴衣とお祭り騒ぎっ!       | Boku to yukata to omatsurisawagi!      | 15 juillet 2011       |
| 3  | Moi, cette fille et un doudou                             | 僕とあの娘とぬいぐるみっ!     | Boku to anoko to nuigurumi!            | 22 juillet 2011       |
| 4  | Moi, mes véritables intentions et la dignité d'un homme ! | 僕と本音と男の尊厳っ!         | Boku to honne to otoko no songen!      | 29 juillet 2011       |
| 5  | Moi, le coup d'œil, et le camp d'entraînement !           | 僕とのぞきと強化合宿っ!       | Boku to nozoki to kyōka gasshuku!      | 5 août 2011           |
| 6  | Moi, le coup d'œil, et l'amitié entre hommes !            | 僕とのぞきと男の友情っ!       | Boku to nozoki to otoko no yūjō!       | 12 août 2011          |
| 7  | Moi, le coup d'œil, et un paradis lointain !              | 僕とのぞきと遥かなる桃源郷っ! | Boku to nozoki to harukanaru tōgenkyō! | 19 août 2011          |
| 8  | Moi, le Japon, et la langue que je ne connais pas         | ウチと日本と知らない言葉      | Uchi to Nippon to shiranai kotoba      | 26 août 2011          |
| 9  | Moi, la romance et la diplomatie !                        | 僕と恋路と交渉術っ!           | Boku to koiji to kōshō-jutsu!          | 2 septembre 2011      |
| 10 | Moi, la romance et l'art de l'amour!                      | 僕と恋路と恋愛術っ!           | Boku to koiji to ren'ai-jutsu!         | 9 septembre 2011      |
| 11 | Yūji, Shōko, et leurs souvenirs d'enfance                 | 雄二と翔子と幼い思い出        | Yūji to Shōko to osanai omoide         | 16 septembre 2011     |
| 12 | Les idiots, les imbéciles et le requiem !                 | バカと道化と鎮魂歌っ!         | Baka to dōke to rekuiemu!              | 23 septembre 2011     |
| 13 | Les idiots, les tests et les bêtes invoquées !            | バカとテストと召喚獣っ!       | Baka to tesuto to shōkanjū!            | 30 septembre 2011     |

### Musiques
| Saison | Début        | Début                                              | Début                                                                                          | Fin                  | Fin                                                   | Fin |
| Saison | Épisodes     | Titre                                              | Artiste(s)                                                                                     | Épisodes             | Titre                                                 | Artiste(s) |
| ------ | ------------ | -------------------------------------------------- | ---------------------------------------------------------------------------------------------- | -------------------- | ----------------------------------------------------- | --- |
| 1      | 1 - 13       | Perfect-area complete!                             | - Aki Hata (paroles) - Kenichi Maeyamada (composition / arrangement) - Natsuko Asō (chant)     | 1 - 6 10 - 13        | Baka Go Home (バカ・ゴー・ホーム, Baka gō hōmu)       | - milktub (chant / composition / paroles) - Kyōichi Miyazaki (arrangement) - BakaTest All Stars (chœurs)                                |
| 1      | 1 - 13       | Perfect-area complete!                             | - Aki Hata (paroles) - Kenichi Maeyamada (composition / arrangement) - Natsuko Asō (chant)     | 7 - 9                | Hare tokidoki egao (晴れときどき笑顔)                 | - yozuca* (composition / paroles) - Katsuhiko Kurosu (arrangement) - Hitomi Harada, Kaori Mizuhashi, Emiri Katō, Tomomi Isomura (chant) |
| OAV    | 1 - 2        | Ren'ai kōjō committee (恋愛向上committee)          | - Saori Kodama (paroles) - Kenichi Maeyamada (composition / arrangement) - Natsuko Asō (chant) | 1 - 2                | Getsuyō wa kirai (月曜はキライ)                       | - milktub (chant / composition / paroles) - Kyōichi Miyazaki (arrangement)                                                              |
| 2      | 1 - 6 8 - 13 | Kimi + Nazo + Watashi de Jump!! (君+謎+私でJUMP!!) | - Aki Hata (paroles) - Kazuya Takase (composition / arrangement) - Larval Stage Planning       | 2 - 6 8 - 10 12 - 13 | Eureka Baby (エウレカベイビー, Eurekabeibī)           | - Aki Hata (paroles) - Kenichi Maeyamada (composition / arrangement) - Natsuko Asō (chant)                                              |
| 2      | 1 - 6 8 - 13 | Kimi + Nazo + Watashi de Jump!! (君+謎+私でJUMP!!) | - Aki Hata (paroles) - Kazuya Takase (composition / arrangement) - Larval Stage Planning       | 7                    | Baka to koshitsu to kodoku meshi (バカと個室と孤独飯) | - milktub (chant / composition / paroles) - Kyōichi Miyazaki (arrangement)                                                              |
| 2      | 1 - 6 8 - 13 | Kimi + Nazo + Watashi de Jump!! (君+謎+私でJUMP!!) | - Aki Hata (paroles) - Kazuya Takase (composition / arrangement) - Larval Stage Planning       | 11                   | Hi-Ho!!                                               | - milktub (chant / composition / paroles) - Kyōichi Miyazaki (arrangement)                                                              |

## Jeu vidéo
Un jeu vidéo est sorti sur PlayStation Portable le 13 décembre 2012 au Japon.

### Sources
1. ↑  Il s'agit d'un jeu de mots avec le terme japonais « Muttsuri » (むっつり?, litt. « taciturne ») et le dictateur italien de la Seconde Guerre Mondiale Benito Mussolini.
2. 1 2  (en) Egan Loo, « Baka to test to shōkanjū BD/DVDs to Add Bonus Anime : 'Private Footage' created by anime's perverted "Muttsuriini" character », sur Anime News Network, 13 janvier 2010 (consulté le 13 juillet 2014)
3. ↑  (en) Sarah Nelkin, « Baka & Test Light Novels' End Planned in Next Volume : Baka to Test to Shōkanjū comedy novels inspired manga, TV anime, OVA », sur Anime News Network, 3 avril 2013 (consulté le 13 juillet 2014)
4. ↑  (en) Lynzee Loveridge, « Final Baka & Test Novel Slated for November 30 », sur Anime News Network, 27 novembre 2013 (consulté le 13 juillet 2014)
5. ↑  (ja) « 「おとしもの」＆「バカテス」Wアニメ化決定 », sur natalie.mu,‎ 25 avril 2009 (consulté le 21 juillet 2018)
6. ↑  (ja) « タチバナロクのラブコメや、猫を不良化する「NYANKEES」エースで新連載 », sur natalie.mu,‎ 26 juillet 2016 (consulté le 21 juillet 2018)
7. ↑  (ja) Animage, vol. 380, Tokuma Shoten, 2010, 160 p. (EAN 4910015770200)
8. ↑  (ja) « 【12月26日付】本日発売の単行本リスト », sur natalie.mu,‎ 26 décembre 2009 (consulté le 21 juillet 2018)
9. ↑  (ja) « 【11月26日付】本日発売の単行本リスト », sur natalie.mu,‎ 26 novembre 2016 (consulté le 21 juillet 2018)
10. ↑  (ja) « Webコミック「ファミ通コミッククリア」が本日より本格始動 », sur natalie.mu,‎ 25 avril 2009 (consulté le 21 juillet 2018)
11. ↑  (ja) « バカテス最終回に新連載におっぱいまで!! 盛りだくさんの連載更新情報 », sur Famitsu,‎ 21 juin 2012 (consulté le 21 juillet 2018)
12. ↑  (ja) « 【5月15日付】本日発売の単行本リスト », sur natalie.mu,‎ 15 mai 2010 (consulté le 21 juillet 2018)
13. ↑  (ja) « 【8月10日付】本日発売の単行本リスト », sur natalie.mu,‎ 10 août 2012 (consulté le 21 juillet 2018)
14. ↑  (en) Egan Loo, « Higurashi, Baka to Test, Amagami Get New Manga : New spinoffs in Kindai Mahjong, Shōnen Ace, Young Animal Island magazines », sur Anime News Network, 3 décembre 2009 (consulté le 13 juillet 2014)
15. ↑  (en) Lynzee Loveridge, « Koizumi's Baka to Test to Shōkanjū ja Manga to End : Baka and Test - Summon the Beasts light novels inspired 4-panel series in 2009 », sur Anime News Network, 1er novembre 2013 (consulté le 13 juillet 2014)
16. ↑  (en) Egan Loo, « Kadokawa to Launch 4-Koma Nano Ace Magazine in March : Suzumiya Haruhi-chan, Nanoha, Baka to Test to Shōkanjū, Nichijō, others », sur Anime News Network, 28 janvier 2011 (consulté le 21 juillet 2018)
17. ↑  (ja) « 新増刊4コマnanoエースvol.1、付録は「日常」カレンダー », sur natalie.mu,‎ 9 mars 2011 (consulté le 21 juillet 2018)
18. ↑  (ja) « 【8月26日付】本日発売の単行本リスト », sur natalie.mu,‎ 26 août 2010 (consulté le 21 juillet 2018)
19. ↑  (ja) « 【1月25日付】本日発売の単行本リスト », sur natalie.mu,‎ 25 janvier 2014 (consulté le 21 juillet 2018)
20. ↑  (en) Egan Loo, « Baka to test to shōkanjū Light Novels to Be Animated (Updated) : Fantasy romantic comedy about "an idiot, tests, and summoned creatures" », sur Anime News Network, 11 avril 2009 (consulté le 13 juillet 2014)
21. ↑  (en) Egan Loo, « Baka to Test to Shōkanjū, Liar Game's Promos Streamed : Anime of Kenji Inoue's fantasy school novels in January, Liar Game finale in March », sur Anime News Network, 21 décembre 2009 (consulté le 22 juillet 2018)
22. 1 2  (en) Egan Loo, « Baka and Test Sequel Listed on Official Website : 1st 13-episode anime series just ended on March 31 », sur Anime News Network, 31 mars 2010 (consulté le 22 juillet 2018)
23. ↑  (en) « Baka and Test's 2nd TV Season Dated for 2011 », sur Anime News Network, 23 mai 2010 (consulté le 13 juillet 2014)
24. ↑  (en) Egan Loo, « Baka and Test Gets New OVA Before 2nd TV Season : 2nd TV season of school fantasy battle comedy already slated for next year », sur Anime News Network, 22 août 2010 (consulté le 13 juillet 2014)
25. ↑  (ja) « OVA Blu-ray＆DVD情報 », sur Site officiel, Kadokawa (consulté le 13 juillet 2014)
26. ↑  (en) Egan Loo, « Baka & Test Manga Spinoff Confirmed to Get Anime : Sore ga Bokura no Nichijō. comedy manga about academy life to inspire BD/DVD extras », sur Anime News Network, 15 juin 2011 (consulté le 13 juillet 2014)
27. ↑  (en) Egan Loo, « Baka to Test 2's BD/DVD Volumes to Add Another Anime Extra : "Shichōkaku-shitsu no Chūshin de Baka to Yobu" anime, live-action "Real F Class no Nichijō », sur Anime News Network, 15 juin 2011 (consulté le 13 juillet 2014)
28. ↑  « Docomo d animestore : un leader nippon à la découverte du marché français », sur paoru.fr, 19 juillet 2013 (consulté le 27 juin 2018)
29. ↑  « DOCOMO D ANIMESTORE s’arrêtera le 30 septembre », sur Animeland.fr, 25 septembre 2013 (consulté le 27 juin 2018)
30. ↑  (ja) « STAFF•CAST|スタッフ・キャスト », sur Site officiel (consulté le 22 juillet 2018)
31. ↑  (ja) « STORY », sur Site officiel (consulté le 22 juillet 2018)
32. ↑  (ja) « スタッフ・キャスト », sur Site officiel (consulté le 22 juillet 2018)
33. 1 2  (ja) « Hi-Ho!! / バカと個室と孤独飯 », sur MusicBrainz (consulté le 22 juillet 2018)
34. ↑  (ja) « Baka to test to shōkanjū Portable », sur kadokawa.co.jp (consulté le 13 juillet 2014)

### Œuvres
Édition japonaise
Light novel
1. 1 2  (ja) « バカとテストと召喚獣 », sur Enterbrain (consulté le 20 juillet 2018)
2. 1 2  (ja) « バカとテストと召喚獣2 », sur Enterbrain (consulté le 20 juillet 2018)
3. 1 2  (ja) « バカとテストと召喚獣3 », sur Enterbrain (consulté le 20 juillet 2018)
4. 1 2  (ja) « バカとテストと召喚獣3.5 », sur Enterbrain (consulté le 20 juillet 2018)
5. 1 2  (ja) « バカとテストと召喚獣4 », sur Enterbrain (consulté le 20 juillet 2018)
6. 1 2  (ja) « バカとテストと召喚獣5 », sur Enterbrain (consulté le 20 juillet 2018)
7. 1 2  (ja) « バカとテストと召喚獣6 », sur Enterbrain (consulté le 20 juillet 2018)
8. 1 2  (ja) « バカとテストと召喚獣6.5 », sur Enterbrain (consulté le 20 juillet 2018)
9. 1 2  (ja) « バカとテストと召喚獣7 », sur Enterbrain (consulté le 20 juillet 2018)
10. 1 2  (ja) « バカとテストと召喚獣7.5 », sur Enterbrain (consulté le 20 juillet 2018)
11. 1 2  (ja) « バカとテストと召喚獣8 », sur Enterbrain (consulté le 20 juillet 2018)
12. 1 2  (ja) « バカとテストと召喚獣9 », sur Enterbrain (consulté le 20 juillet 2018)
13. 1 2  (ja) « バカとテストと召喚獣9.5 », sur Enterbrain (consulté le 20 juillet 2018)
14. 1 2  (ja) « バカとテストと召喚獣10 », sur Enterbrain (consulté le 20 juillet 2018)
15. 1 2  (ja) « バカとテストと召喚獣10.5 », sur Enterbrain (consulté le 20 juillet 2018)
16. 1 2  (ja) « バカとテストと召喚獣11 », sur Enterbrain (consulté le 20 juillet 2018)
17. 1 2  (ja) « 特装版 バカとテストと召喚獣11 », sur Enterbrain (consulté le 20 juillet 2018)
18. ↑  (ja) « バカとテストと召喚獣12 », sur Enterbrain (consulté le 20 juillet 2018)
19. 1 2  (ja) « バカとテストと召喚獣12.5 », sur Enterbrain (consulté le 20 juillet 2018)
20. 1 2  (ja) « 特装版 バカとテストと召喚獣12.5 », sur Enterbrain (consulté le 20 juillet 2018)

Manga
Baka to test to shōkanjū
1. 1 2  (ja) « バカとテストと召喚獣　（１） », sur Kadokawa (consulté le 21 juillet 2018)
2. 1 2  (ja) « バカとテストと召喚獣　（２） », sur Kadokawa (consulté le 21 juillet 2018)
3. 1 2  (ja) « バカとテストと召喚獣　（３） », sur Kadokawa (consulté le 21 juillet 2018)
4. 1 2  (ja) « バカとテストと召喚獣　（４） », sur Kadokawa (consulté le 21 juillet 2018)
5. 1 2  (ja) « バカとテストと召喚獣　（５） », sur Kadokawa (consulté le 21 juillet 2018)
6. 1 2  (ja) « バカとテストと召喚獣　（６） », sur Kadokawa (consulté le 21 juillet 2018)
7. 1 2  (ja) « バカとテストと召喚獣　（７） », sur Kadokawa (consulté le 21 juillet 2018)
8. 1 2  (ja) « バカとテストと召喚獣　（８） », sur Kadokawa (consulté le 21 juillet 2018)
9. 1 2  (ja) « バカとテストと召喚獣　（９） », sur Kadokawa (consulté le 21 juillet 2018)
10. 1 2  (ja) « バカとテストと召喚獣　（１０） », sur Kadokawa (consulté le 21 juillet 2018)
11. 1 2  (ja) « バカとテストと召喚獣　（１１） », sur Kadokawa (consulté le 21 juillet 2018)
12. 1 2  (ja) « バカとテストと召喚獣　（１２） », sur Kadokawa (consulté le 21 juillet 2018)
13. 1 2  (ja) « バカとテストと召喚獣　（１３） », sur Kadokawa (consulté le 21 juillet 2018)
14. 1 2  (ja) « バカとテストと召喚獣　（１４） », sur Kadokawa (consulté le 21 juillet 2018)
15. 1 2  (ja) « バカとテストと召喚獣　（１５） », sur Kadokawa (consulté le 21 juillet 2018)

Baka to test to shōkanjū Spinout! Sore ga bokura no nichijō.
1. 1 2  (ja) « バカとテストと召喚獣 SPINOUT! それが僕らの日常。 (1) », sur Enterbrain (consulté le 13 juillet 2014)
2. 1 2  (ja) « バカとテストと召喚獣 SPINOUT! それが僕らの日常。 (2) », sur Enterbrain (consulté le 21 juillet 2018)
3. 1 2  (ja) « バカとテストと召喚獣 SPINOUT! それが僕らの日常。 (3) », sur Enterbrain (consulté le 21 juillet 2018)
4. 1 2  (ja) « バカとテストと召喚獣 SPINOUT! それが僕らの日常。 (4) », sur Enterbrain (consulté le 21 juillet 2018)
5. 1 2  (ja) « バカとテストと召喚獣 SPINOUT! それが僕らの日常。 (5) », sur Enterbrain (consulté le 21 juillet 2018)
6. 1 2  (ja) « バカとテストと召喚獣 SPINOUT! それが僕らの日常。(6) », sur Enterbrain (consulté le 13 juillet 2014)

Baka to test to shōkanjū ja
1. 1 2  (ja) « バカとテストと召喚獣ぢゃ（１） », sur Kadokawa (consulté le 13 juillet 2014)
2. 1 2  (ja) « バカとテストと召喚獣ぢゃ（２） », sur Kadokawa (consulté le 21 juillet 2018)
3. 1 2  (ja) « バカとテストと召喚獣ぢゃ（３） », sur Kadokawa (consulté le 21 juillet 2018)
4. 1 2  (ja) « バカとテストと召喚獣ぢゃ（４） », sur Kadokawa (consulté le 13 juillet 2014)